# ユタ大学
ユタ大学（ユタだいがく、The University of Utah、略称：U of U もしくは、U）は、アメリカ合衆国ユタ州のソルトレイクシティにある州立大学。ソルトレイクシティは、州都で州内最大の都市である。
州の旗艦大学として、医学、化学、人文科学、経済学、教育学、工学、芸術等の分野で100以上の学部専攻と92の修士・博士専攻を提供している総合研究大学である。大学院にはS.J. Quinney College of Law(ロースクール)と州で唯一の医学部(メディカルスクール)であるSchool of Medicineを含む。メディカルスクールは全米で高い評価を受けており、全米でも有名なドクターを多数輩出している。コンピューターサイエンス学部は、ピクサー・アニメーション・スタジオおよびウォルト・ディズニー・アニメーション・スタジオ創立者兼社長のエド・キャットマル氏やアドビシステムズ共同創立者のジョン・ワーノックを輩出したことで有名。
設立は1850年。2015年現在、学部生23,909人と大学院生7,764人の合計31,673人の学生が在籍している。

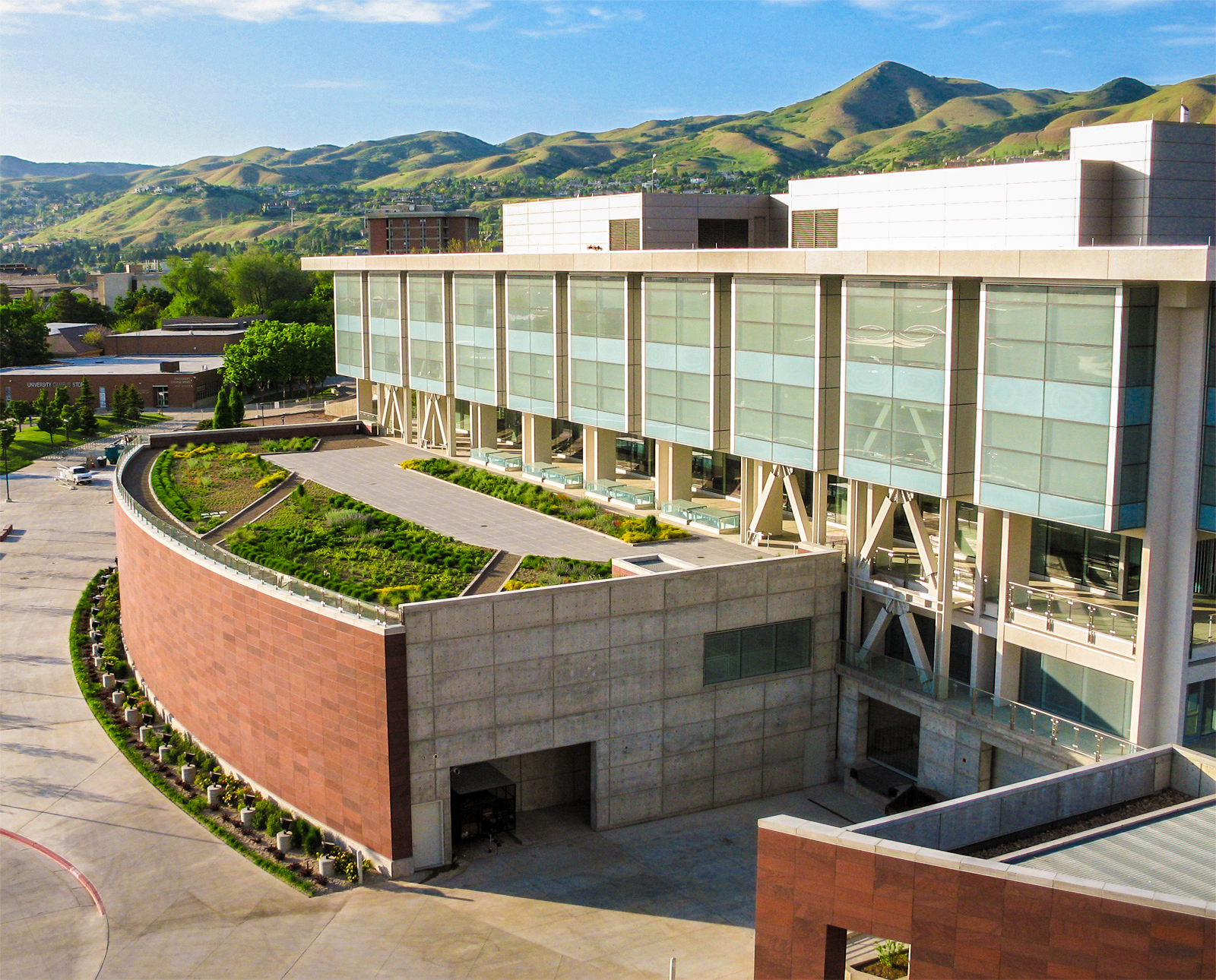
図書館

## キャンパス
ユタ大学のメインキャンパスはソルトレイク市街にあり、ダウンタウンに程近く、キャンパスにはバスと路面電車（TRAX）が乗り入れていて、ユタ大生は無料で利用できる。1,500エーカーの広大なキャンパス内には、マリオット図書館（英語版）、美術館（英語版）、自然史博物館（英語版）、劇場（英語版）など様々な建物があり、郵便局、ゴルフ場や大学訪問者であれば宿泊できるホテル（University Guest House）などの施設も有する。また航空宇宙関係、医学、情報分析などのリサーチセンター（英語版）を擁している。
2002年ソルトレークシティオリンピックの際には、学内のライス・エクルズ・スタジアムにて開・閉会式が行われ、学生寮は選手村として使われた。ユニオンビルディング(Union Building)では、オリンピックに関連する展示が行われている。
キャンパスは広大な敷地であり、学内にはキャンパス・シャトル(Campus Shuttle)と呼ばれるバスが6路線、運行されている。
2014年9月1日、The University of Utahとして初の海外キャンパスとなるAsiaCampusが韓国IGC内に開設された。The University of Utahが提供する高いレベルの教育を韓国において受けることができ、卒業時には本校と同じ学位を取得することができるという点がAsia Campusの売り文句である。
同キャンパスにはCommunication、Psychology、Social Workの3学部およびPublicHealthの1研究科が設けられ、春と秋の入学を認めている。

## 組織（学部・大学院）
以下、17のカレッジ（Colleges and Schools)から構成される
- Architecture + Planning（建築 デザイン）
- Business（経営）
- Dentistry（歯学）
- Education（教育学）
- Engineering（工学）
- Fine Arts（芸術）
- Health（健康）
- Honors College（優等学位）
- Humanities（人文学）
- Law（法学）
- Medicine（医学）
- Mines & Earth Sciences（鉱山 地球科学）
- Nursing（看護学）
- Pharmacy（薬学）
- Science（科学）
- Social & Behavioral Science（社会 行動科学）
- Social Work（社会福祉学）

上記のカレッジの中に、約100の学科（Department）を有する。

## ランキング情報

### 世界ランキング（ARWU世界大学学術ランキング2015）
- 93位 In the world based on academic and research performance
- トップ100 Universities in: Mathematics, Computer Science, Life Sciences, and Medicine
- 51-75位 Academic Ranking of World Universities in Computer Science

### 世界ランキング（ARWU世界大学学術ランキング2016)
- 100 位 Academic Ranking of World Universities 2016

### 国内ランキング (ARWU世界大学学術ランキング2016)
- 40 位 Computer Science

## 技術移転
シンクタンクのミルケン研究所（Milken Institute）は2017年4月20日、米国大学200校超に関し、基礎研究を新しい技術・製品・企業などに発展させる「技術移転」の円滑な進み具合に基づきランキングした報告書「商業化のコンセプト～技術移転において優れた大学～（Concept to Commercialization：The Best Universities for Technology Transfer）」を発表した。
本報告書のランキングで上位3位にランクされた大学は、1位がユタ大学（University of Utah）、2位がコロンビア大学（Columbia University、ニューヨーク州）3位がフロリダ大学（University of Florida）であった。

## 日本との交流状況
ユタ大学はいくつかの日本の大学との間に交流協定を有し、交換留学などの学生交流を行っている。現在、筑波大学、信州大学、岐阜大学、早稲田大学、日本女子大学、同志社大学、関西外国語大学、法政大学などとの間に大学間学術交流協定を締結している。
2007年8月にユタ大学の学生日本人会であるNippon Association @ the Uが発足した。日本人学生のみでなく、日本に興味がある学生であれば誰でも入会することができる。2012年7月現在、会員数は約250名。

## スポーツ
スポーツでは従来マウンテン・ウェスト・カンファレンスに所属していたが、2010年7月にパシフィック12カンファレンス（Pac-12）への移籍を発表。2012年より正式にPac-12に移籍した。さらに2023年には、2024年よりビッグ12カンファレンスへ移籍する方針を明らかにしている。
ライバル校はユタ州プロボにあるブリガムヤング大学（通称BYU）。

## 関連人物

### 教員
- マリオ・カペッキ（遺伝学者、2007年ノーベル生理学・医学賞受賞者）
- ウイレム・コルフ（人工心臓、人工腎臓の父）
- スタンレー・ポンズ（1989年に常温核融合の発見を発表した）
- ウイリアム・クリスチャンセン（バレエダンサー、ユタ大学バレエ学科を設立した人物）
- 江上美芽（コーディネーター）

### 卒業生
- アラン・ケイ（計算機科学者、チューリング賞受賞者）
- ノーラン・ブッシュネル（世界で初めてテレビゲーム事業で成功した人物）
- カール・ローヴ（ブッシュ政権の大統領政策・戦略担当上級顧問）
- ケント・カルダー（政治学者、ジョンズ・ホプキンス大学教授）
- 三浦豪太（プロスキーヤー、登山家の三浦雄一郎の次男）
- 猪股洋文（政治家、加美町長）
- 福士謙介（工学者、東京大学教授、国連大学客員教授）
- 水谷周（イスラーム研究者、元デンバー総領事)
- スティーブン・ファイフ - MLBでプレーするプロ野球選手
- 三坂 亙（有色人種初のプロバスケットボール選手）
- キース・ヴァン・ホーン - 元NBA選手
- アンドレ・ミラー - NBA選手
- アンドリュー・ボーガット - NBA選手
- ハンノ・モットーラ - NBA初のフィンランド出身選手
- ヤコブ・ポエートル - NBA初のオーストリア出身選手
- ジョン・ワーノック(Adobe Systems 創設者）